# Constantijn Pavlovitsj van Rusland

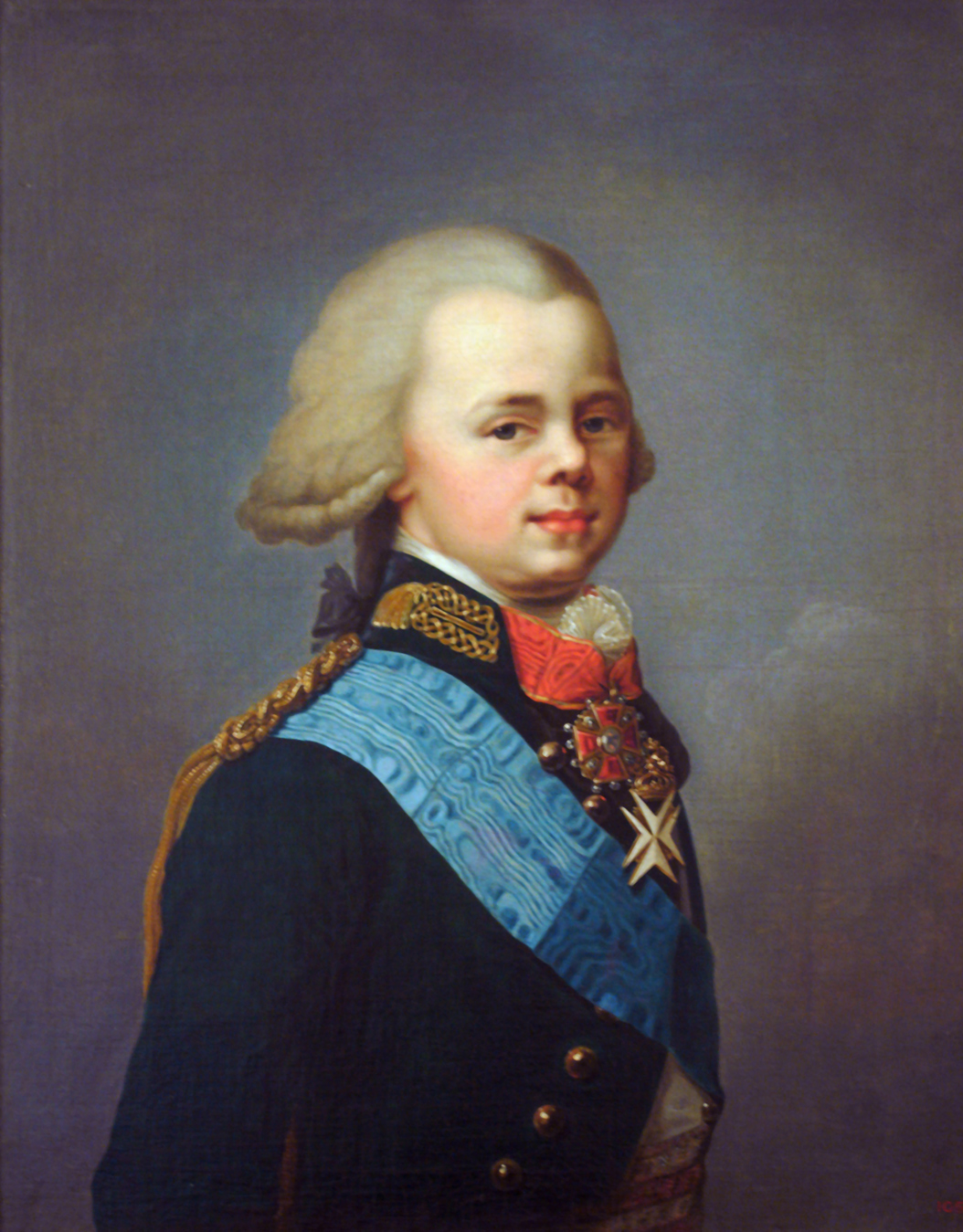
Grootvorst Constantijn Pavlovitsj van Rusland

Constantijn Pavlovitsj (Russisch: Константи́н Па́влович, Konstantin Pavlovitsj) (Tsarskoje Selo, 8 mei 1779 (OS: 27 april 1779) - Vitebsk, 27 juni 1831 (OS: 15 juni 1831), grootvorst en tsarevitsj (troonopvolger) van Rusland, was onderkoning van Congres-Polen.

## Jeugd en achtergrond
Grootvorst Constantijn was de tweede zoon van tsaar Paul I Petrovitsj en Sophia Dorothea Augusta Louisa van Württemberg, in Rusland beter bekend als Maria Fjodorovna, een dochter van Frederik Eugenius van Württemberg. Hij werd geboren op 8 mei 1779. Van alle kinderen die tsaar Paul en tsarina Maria Fjodorovna rijk waren, was het grootvorst Constantijn die het meest op zijn vader leek, zowel fysiek als mentaal.
Hij was een jongere broer van de latere tsaar en toen grootvorst Alexander Pavlovitsj (1777-1825) die huwde met Louise van Baden. Hij had twee jongere broers: grootvorst Nicolaas Pavlovitsj (1796-1855), de latere tsaar Nicolaas I, die huwde met prinses Charlotte van Pruisen en grootvorst Michaël Pavlovitsj (1798-1849) die huwde met Helena Charlotte van Württemberg. Constantijn had ook een aantal jongere zusters: grootvorstin Alexandra (1783-1801) huwde Jozef van Oostenrijk, grootvorstin Helena (1784-1803) huwde Frederik Lodewijk van Mecklenburg-Schwerin, grootvorstin Maria (1786-1859) huwde Karel Frederik van Saksen-Weimar-Eisenach, grootvorstin Catharina (1788-1819) huwde eerst George van Oldenburg en na diens dood met koning Willem I van Württemberg, grootvorstin Olga (1792-1795) en grootvorstin Anna (1795-1865) zij huwde koning Willem II der Nederlanden. Met Anna onderhield hij een bekende briefwisseling.
Hij werd opgevoed onder streng toezicht van zijn grootmoeder tsarina Catharina II de Grote. Zij had de ambitie om hem op de troon van Griekenland te installeren. Constantijn werd van 1783 tot 1795 opgeleid door de Zwitser Frédéric-César de La Harpe. Catharina II, Constantijns grootmoeder, stierf in 1796 en werd opgevolgd door zijn vader, de nieuwe tsaar Paul I, die echter al in 1801 door tsarevitsj Alexander en een groepje Russische officieren werd vermoord. Zijn broer Alexander werd toen de nieuwe tsaar van Rusland. Daardoor werd Constantijn de nieuwe tsarevitsj van Rusland.

## Loopbaan
Constantijn nam in 1799 deel aan Aleksandr Soevorovs Italiaanse veldtocht tegen Napoleon Bonaparte, waar hij zich onderscheidde bij de Slag bij Novi. In 1805 was hij aanwezig bij de Russische nederlaag in de Slag bij Austerlitz. Hij woonde in 1808 het Erfurter Congres bij, begeleidde in 1812, 1813 en 1814 zijn broer Alexander op diens veldtochten en was in 1815 aanwezig op het Congres van Wenen.

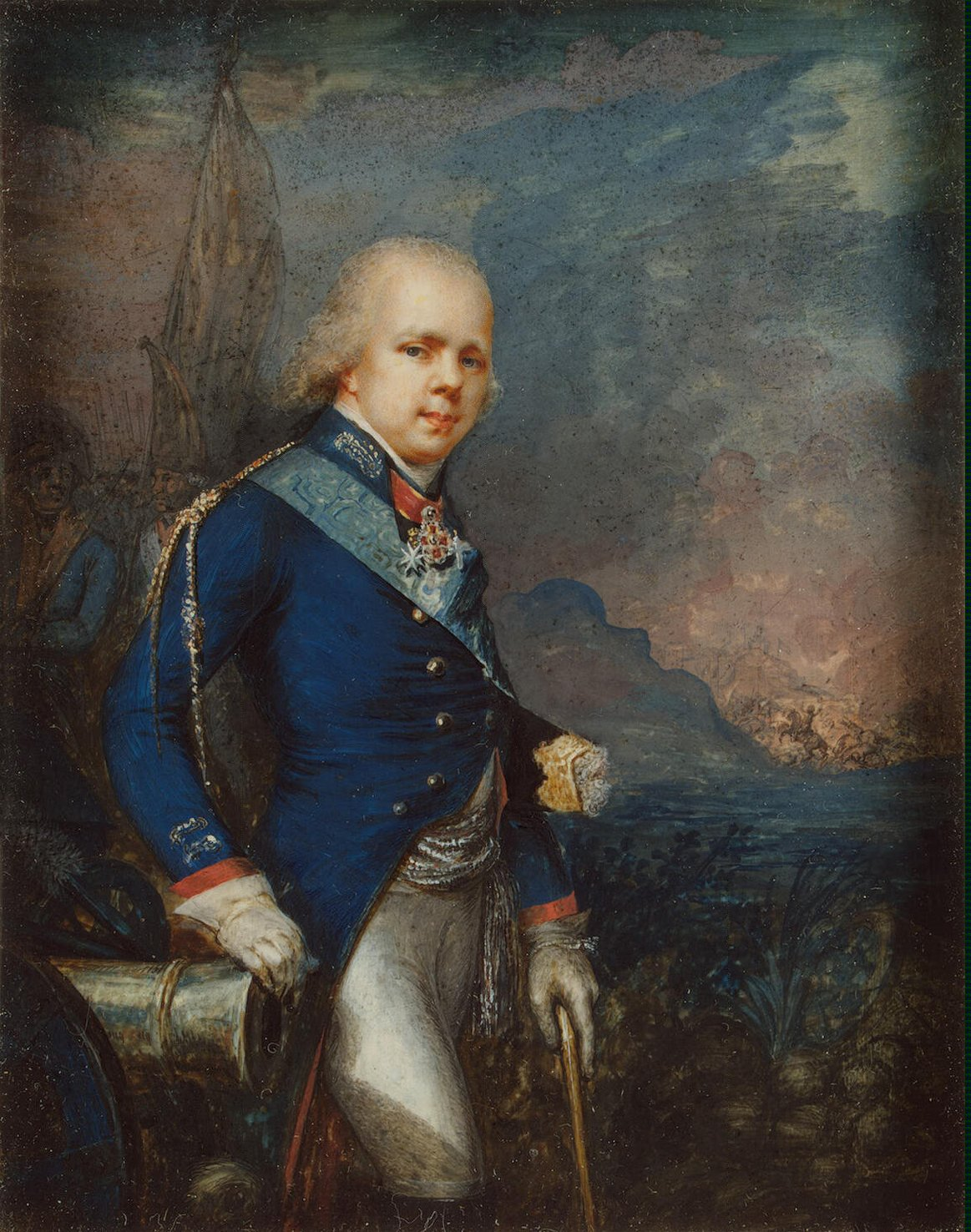
Constantijn in de Slag bij Novi

Alexander benoemde Constantijn in 1815 tot opperbevelhebber en later tot onderkoning in het in dat jaar gecreëerde Congreskoninkrijk Polen. De neurotische en wrede grootvorst had het leger lief en hervormde het, maar wist er geen steun van te verwerven. Hij regeerde met ijzeren vuist, maar na zijn morganatische huwelijk met de Poolse gravin Joanna Grudzińska in 1820 kreeg de Poolse autonomie zijn warme sympathie.
Na dit huwelijk deed hij in 1822 ook afstand van zijn aanspraken op de Russische troon, maar omdat hieraan geen ruchtbaarheid werd gegeven, ontstond na de dood van Alexander in 1825 verwarring over de troonopvolging. Constantijn werd in absentia tot keizer uitgeroepen en wordt - ondanks het feit dat hij de troon bleef weigeren en nooit is gekroond - door sommige bronnen als Constantijn I in de lijst van Russische heersers opgenomen. Een groep dekabristen greep deze proclamatie aan om in opstand te komen, maar werd door Constantijns broer Nicolaas I, die in zijn plaats de troon besteeg, neergeslagen. Deze dekabristenopstand, die door Polen werd gesteund, en Nicolaas' buitenlandbeleid veroorzaakten tweespalt tussen de broers. Door Constantijns tegenwerking nam het Poolse leger niet deel aan de Russisch-Turkse Oorlog van 1828-1829. Constantijns moeder, de oud-tsarina Maria Fjodorovna, stierf op 5 november 1828.
Ondanks zijn inzet voor de Poolse autonomie brak in 1830 - tot Constantijns grote verrassing - de Poolse Novemberopstand uit. Hij verloor door onbegrip en incompetentie de controle over het leger en wist op 29 november ternauwernood te ontkomen toen gewapende troepen zijn huis binnendrongen. Om de revolutiepoging niet te doen escaleren ontruimde hij daarna met zijn troepen in allerijl Warschau. Daarna keerde hij met veldmaarschalk Hans Karl von Diebitsch terug naar Polen om de opstand te dempen. Kort na de Slag bij Ostrołęka stierf hij aan de cholera; zijn vrouw volgde hem enkele dagen later.

## Huwelijken en kinderen
Constantijn werd in 1796 door Catharina de Grote uitgehuwelijkt aan Juliana van Saksen-Coburg-Saalfeld (Anna Fjodorovna; 1781-1860), een dochter van hertog Frans en dus een zuster van de latere Leopold I van België en tante van de Britse koningin Victoria. Dit uiterst ongelukkige huwelijk bleef kinderloos en werd in 1820 ontbonden. Hij hertrouwde in datzelfde jaar morganatisch met Joanna Grudzińska (1799-1831), die later tot prinses van Łowicz werd verheven. Ook dit huwelijk bleef kinderloos. Bij zijn maîtresse Josephine Friedrichs (1780-1824) had hij een zoon, Paul Konstantinovitsj Aleksandrov (1808-1857).

## Kwartierstaat
| Karel Frederik van Sleeswijk-Holstein-Gottorp (1700-1739) | Karel Frederik van Sleeswijk-Holstein-Gottorp (1700-1739) | Karel Frederik van Sleeswijk-Holstein-Gottorp (1700-1739) | Karel Frederik van Sleeswijk-Holstein-Gottorp (1700-1739) | Karel Frederik van Sleeswijk-Holstein-Gottorp (1700-1739) | Karel Frederik van Sleeswijk-Holstein-Gottorp (1700-1739) | Anna Petrovna van Rusland (1708-1728) | Anna Petrovna van Rusland (1708-1728) | Anna Petrovna van Rusland (1708-1728)          | Anna Petrovna van Rusland (1708-1728)          | Anna Petrovna van Rusland (1708-1728)          | Anna Petrovna van Rusland (1708-1728)          |                                                |                                                | Christiaan August van Anhalt-Zerbst (1690-1747) | Christiaan August van Anhalt-Zerbst (1690-1747) | Christiaan August van Anhalt-Zerbst (1690-1747) | Christiaan August van Anhalt-Zerbst (1690-1747) | Christiaan August van Anhalt-Zerbst (1690-1747) | Christiaan August van Anhalt-Zerbst (1690-1747) | Johanna Elisabeth van Sleeswijk-Holstein-Gottorp (1712-1760) | Johanna Elisabeth van Sleeswijk-Holstein-Gottorp (1712-1760) | Johanna Elisabeth van Sleeswijk-Holstein-Gottorp (1712-1760) | Johanna Elisabeth van Sleeswijk-Holstein-Gottorp (1712-1760) | Johanna Elisabeth van Sleeswijk-Holstein-Gottorp (1712-1760) | Johanna Elisabeth van Sleeswijk-Holstein-Gottorp (1712-1760) |                                            |                                            | Karel Alexander van Württemberg (1684-1737) | Karel Alexander van Württemberg (1684-1737) | Karel Alexander van Württemberg (1684-1737) | Karel Alexander van Württemberg (1684-1737) | Karel Alexander van Württemberg (1684-1737)   | Karel Alexander van Württemberg (1684-1737)   | Maria Augusta von Thurn und Taxis (1706-1756) | Maria Augusta von Thurn und Taxis (1706-1756) | Maria Augusta von Thurn und Taxis (1706-1756) | Maria Augusta von Thurn und Taxis (1706-1756) | Maria Augusta von Thurn und Taxis (1706-1756)              | Maria Augusta von Thurn und Taxis (1706-1756)              |                                                            |                                                            | Frederik Willem van Brandenburg-Schwedt (1700-1771)        | Frederik Willem van Brandenburg-Schwedt (1700-1771)        | Frederik Willem van Brandenburg-Schwedt (1700-1771)           | Frederik Willem van Brandenburg-Schwedt (1700-1771)           | Frederik Willem van Brandenburg-Schwedt (1700-1771)           | Frederik Willem van Brandenburg-Schwedt (1700-1771)           | Sophia Dorothea van Pruisen (1719-1765)                       | Sophia Dorothea van Pruisen (1719-1765)                       | Sophia Dorothea van Pruisen (1719-1765) | Sophia Dorothea van Pruisen (1719-1765) | Sophia Dorothea van Pruisen (1719-1765) | Sophia Dorothea van Pruisen (1719-1765) |  |  |  |  |  |  |  |  |  |  |  |  |  |  |  |  |  |  |  |  |  |  |  |  |  |  |  |  |  |  |  |  |  |  |  |  |  |  |  |  |  |  |  |  |  |  |  |  |
| Karel Frederik van Sleeswijk-Holstein-Gottorp (1700-1739) | Karel Frederik van Sleeswijk-Holstein-Gottorp (1700-1739) | Karel Frederik van Sleeswijk-Holstein-Gottorp (1700-1739) | Karel Frederik van Sleeswijk-Holstein-Gottorp (1700-1739) | Karel Frederik van Sleeswijk-Holstein-Gottorp (1700-1739) | Karel Frederik van Sleeswijk-Holstein-Gottorp (1700-1739) | Anna Petrovna van Rusland (1708-1728) | Anna Petrovna van Rusland (1708-1728) | Anna Petrovna van Rusland (1708-1728)          | Anna Petrovna van Rusland (1708-1728)          | Anna Petrovna van Rusland (1708-1728)          | Anna Petrovna van Rusland (1708-1728)          |                                                |                                                | Christiaan August van Anhalt-Zerbst (1690-1747) | Christiaan August van Anhalt-Zerbst (1690-1747) | Christiaan August van Anhalt-Zerbst (1690-1747) | Christiaan August van Anhalt-Zerbst (1690-1747) | Christiaan August van Anhalt-Zerbst (1690-1747) | Christiaan August van Anhalt-Zerbst (1690-1747) | Johanna Elisabeth van Sleeswijk-Holstein-Gottorp (1712-1760) | Johanna Elisabeth van Sleeswijk-Holstein-Gottorp (1712-1760) | Johanna Elisabeth van Sleeswijk-Holstein-Gottorp (1712-1760) | Johanna Elisabeth van Sleeswijk-Holstein-Gottorp (1712-1760) | Johanna Elisabeth van Sleeswijk-Holstein-Gottorp (1712-1760) | Johanna Elisabeth van Sleeswijk-Holstein-Gottorp (1712-1760) |                                            |                                            | Karel Alexander van Württemberg (1684-1737) | Karel Alexander van Württemberg (1684-1737) | Karel Alexander van Württemberg (1684-1737) | Karel Alexander van Württemberg (1684-1737) | Karel Alexander van Württemberg (1684-1737)   | Karel Alexander van Württemberg (1684-1737)   | Maria Augusta von Thurn und Taxis (1706-1756) | Maria Augusta von Thurn und Taxis (1706-1756) | Maria Augusta von Thurn und Taxis (1706-1756) | Maria Augusta von Thurn und Taxis (1706-1756) | Maria Augusta von Thurn und Taxis (1706-1756)              | Maria Augusta von Thurn und Taxis (1706-1756)              |                                                            |                                                            | Frederik Willem van Brandenburg-Schwedt (1700-1771)        | Frederik Willem van Brandenburg-Schwedt (1700-1771)        | Frederik Willem van Brandenburg-Schwedt (1700-1771)           | Frederik Willem van Brandenburg-Schwedt (1700-1771)           | Frederik Willem van Brandenburg-Schwedt (1700-1771)           | Frederik Willem van Brandenburg-Schwedt (1700-1771)           | Sophia Dorothea van Pruisen (1719-1765)                       | Sophia Dorothea van Pruisen (1719-1765)                       | Sophia Dorothea van Pruisen (1719-1765) | Sophia Dorothea van Pruisen (1719-1765) | Sophia Dorothea van Pruisen (1719-1765) | Sophia Dorothea van Pruisen (1719-1765) |  |  |  |  |  |  |  |  |  |  |  |  |  |  |  |  |  |  |  |  |  |  |  |  |  |  |  |  |  |  |  |  |  |  |  |  |  |  |  |  |  |  |  |  |  |  |  |  |
|                                                           |                                                           |                                                           |                                                           |                                                           |                                                           |                                       |                                       |                                                |                                                |                                                |                                                |                                                |                                                |                                                 |                                                 |                                                 |                                                 |                                                 |                                                 |                                                              |                                                              |                                                              |                                                              |                                                              |                                                              |                                            |                                            |                                             |                                             |                                             |                                             |                                               |                                               |                                               |                                               |                                               |                                               |                                                            |                                                            |                                                            |                                                            |                                                            |                                                            |                                                               |                                                               |                                                               |                                                               |                                                               |                                                               |                                         |                                         |                                         |                                         |  |  |  |  |  |  |  |  |  |  |  |  |  |  |  |  |  |  |  |  |  |  |  |  |  |  |  |  |  |  |  |  |  |  |  |  |  |  |  |  |  |  |  |  |  |  |  |  |
|                                                           |                                                           |                                                           |                                                           | Peter III van Rusland (1728–1762)                         | Peter III van Rusland (1728–1762)                         | Peter III van Rusland (1728–1762)     | Peter III van Rusland (1728–1762)     | Peter III van Rusland (1728–1762)              | Peter III van Rusland (1728–1762)              |                                                |                                                |                                                |                                                |                                                 |                                                 | Catharina de Grote (1729–1796)                  | Catharina de Grote (1729–1796)                  | Catharina de Grote (1729–1796)                  | Catharina de Grote (1729–1796)                  | Catharina de Grote (1729–1796)                               | Catharina de Grote (1729–1796)                               |                                                              |                                                              |                                                              |                                                              |                                            |                                            |                                             |                                             |                                             |                                             | Frederik Eugenius van Württemberg (1732-1797) | Frederik Eugenius van Württemberg (1732-1797) | Frederik Eugenius van Württemberg (1732-1797) | Frederik Eugenius van Württemberg (1732-1797) | Frederik Eugenius van Württemberg (1732-1797) | Frederik Eugenius van Württemberg (1732-1797) |                                                            |                                                            |                                                            |                                                            |                                                            |                                                            | Frederika Dorothea Sophia van Brandenburg-Schwedt (1736-1798) | Frederika Dorothea Sophia van Brandenburg-Schwedt (1736-1798) | Frederika Dorothea Sophia van Brandenburg-Schwedt (1736-1798) | Frederika Dorothea Sophia van Brandenburg-Schwedt (1736-1798) | Frederika Dorothea Sophia van Brandenburg-Schwedt (1736-1798) | Frederika Dorothea Sophia van Brandenburg-Schwedt (1736-1798) |                                         |                                         |                                         |                                         |  |  |  |  |  |  |  |  |  |  |  |  |  |  |  |  |  |  |  |  |  |  |  |  |  |  |  |  |  |  |  |  |  |  |  |  |  |  |  |  |  |  |  |  |  |  |  |  |
|                                                           |                                                           |                                                           |                                                           | Peter III van Rusland (1728–1762)                         | Peter III van Rusland (1728–1762)                         | Peter III van Rusland (1728–1762)     | Peter III van Rusland (1728–1762)     | Peter III van Rusland (1728–1762)              | Peter III van Rusland (1728–1762)              |                                                |                                                |                                                |                                                |                                                 |                                                 | Catharina de Grote (1729–1796)                  | Catharina de Grote (1729–1796)                  | Catharina de Grote (1729–1796)                  | Catharina de Grote (1729–1796)                  | Catharina de Grote (1729–1796)                               | Catharina de Grote (1729–1796)                               |                                                              |                                                              |                                                              |                                                              |                                            |                                            |                                             |                                             |                                             |                                             | Frederik Eugenius van Württemberg (1732-1797) | Frederik Eugenius van Württemberg (1732-1797) | Frederik Eugenius van Württemberg (1732-1797) | Frederik Eugenius van Württemberg (1732-1797) | Frederik Eugenius van Württemberg (1732-1797) | Frederik Eugenius van Württemberg (1732-1797) |                                                            |                                                            |                                                            |                                                            |                                                            |                                                            | Frederika Dorothea Sophia van Brandenburg-Schwedt (1736-1798) | Frederika Dorothea Sophia van Brandenburg-Schwedt (1736-1798) | Frederika Dorothea Sophia van Brandenburg-Schwedt (1736-1798) | Frederika Dorothea Sophia van Brandenburg-Schwedt (1736-1798) | Frederika Dorothea Sophia van Brandenburg-Schwedt (1736-1798) | Frederika Dorothea Sophia van Brandenburg-Schwedt (1736-1798) |                                         |                                         |                                         |                                         |  |  |  |  |  |  |  |  |  |  |  |  |  |  |  |  |  |  |  |  |  |  |  |  |  |  |  |  |  |  |  |  |  |  |  |  |  |  |  |  |  |  |  |  |  |  |  |  |
|                                                           |                                                           |                                                           |                                                           |                                                           |                                                           |                                       |                                       |                                                |                                                | Paul I van Rusland (1754-1801)                 | Paul I van Rusland (1754-1801)                 | Paul I van Rusland (1754-1801)                 | Paul I van Rusland (1754-1801)                 | Paul I van Rusland (1754-1801)                  | Paul I van Rusland (1754-1801)                  |                                                 |                                                 |                                                 |                                                 |                                                              |                                                              |                                                              |                                                              |                                                              |                                                              |                                            |                                            |                                             |                                             |                                             |                                             |                                               |                                               |                                               |                                               |                                               |                                               | Sophia Dorothea Augusta Louisa van Württemberg (1759-1828) | Sophia Dorothea Augusta Louisa van Württemberg (1759-1828) | Sophia Dorothea Augusta Louisa van Württemberg (1759-1828) | Sophia Dorothea Augusta Louisa van Württemberg (1759-1828) | Sophia Dorothea Augusta Louisa van Württemberg (1759-1828) | Sophia Dorothea Augusta Louisa van Württemberg (1759-1828) |                                                               |                                                               |                                                               |                                                               |                                                               |                                                               |                                         |                                         |                                         |                                         |  |  |  |  |  |  |  |  |  |  |  |  |  |  |  |  |  |  |  |  |  |  |  |  |  |  |  |  |  |  |  |  |  |  |  |  |  |  |  |  |  |  |  |  |  |  |  |  |
|                                                           |                                                           |                                                           |                                                           |                                                           |                                                           |                                       |                                       |                                                |                                                | Paul I van Rusland (1754-1801)                 | Paul I van Rusland (1754-1801)                 | Paul I van Rusland (1754-1801)                 | Paul I van Rusland (1754-1801)                 | Paul I van Rusland (1754-1801)                  | Paul I van Rusland (1754-1801)                  |                                                 |                                                 |                                                 |                                                 |                                                              |                                                              |                                                              |                                                              |                                                              |                                                              |                                            |                                            |                                             |                                             |                                             |                                             |                                               |                                               |                                               |                                               |                                               |                                               | Sophia Dorothea Augusta Louisa van Württemberg (1759-1828) | Sophia Dorothea Augusta Louisa van Württemberg (1759-1828) | Sophia Dorothea Augusta Louisa van Württemberg (1759-1828) | Sophia Dorothea Augusta Louisa van Württemberg (1759-1828) | Sophia Dorothea Augusta Louisa van Württemberg (1759-1828) | Sophia Dorothea Augusta Louisa van Württemberg (1759-1828) |                                                               |                                                               |                                                               |                                                               |                                                               |                                                               |                                         |                                         |                                         |                                         |  |  |  |  |  |  |  |  |  |  |  |  |  |  |  |  |  |  |  |  |  |  |  |  |  |  |  |  |  |  |  |  |  |  |  |  |  |  |  |  |  |  |  |  |  |  |  |  |
|                                                           |                                                           |                                                           |                                                           |                                                           |                                                           |                                       |                                       |                                                |                                                |                                                |                                                |                                                |                                                |                                                 |                                                 |                                                 |                                                 |                                                 |                                                 |                                                              |                                                              |                                                              |                                                              |                                                              |                                                              |                                            |                                            |                                             |                                             |                                             |                                             |                                               |                                               |                                               |                                               |                                               |                                               |                                                            |                                                            |                                                            |                                                            |                                                            |                                                            |                                                               |                                                               |                                                               |                                                               |                                                               |                                                               |                                         |                                         |                                         |                                         |  |  |  |  |  |  |  |  |  |  |  |  |  |  |  |  |  |  |  |  |  |  |  |  |  |  |  |  |  |  |  |  |  |  |  |  |  |  |  |  |  |  |  |  |  |  |  |  |
|                                                           |                                                           |                                                           |                                                           |                                                           |                                                           |                                       |                                       |                                                |                                                |                                                |                                                |                                                |                                                |                                                 |                                                 |                                                 |                                                 |                                                 |                                                 |                                                              |                                                              |                                                              |                                                              |                                                              |                                                              |                                            |                                            |                                             |                                             |                                             |                                             |                                               |                                               |                                               |                                               |                                               |                                               |                                                            |                                                            |                                                            |                                                            |                                                            |                                                            |                                                               |                                                               |                                                               |                                                               |                                                               |                                                               |                                         |                                         |                                         |                                         |  |  |  |  |  |  |  |  |  |  |  |  |  |  |  |  |  |  |  |  |  |  |  |  |  |  |  |  |  |  |  |  |  |  |  |  |  |  |  |  |  |  |  |  |  |  |  |  |
| Alexander I van Rusland (1777–1825)                       | Alexander I van Rusland (1777–1825)                       | Alexander I van Rusland (1777–1825)                       | Alexander I van Rusland (1777–1825)                       | Alexander I van Rusland (1777–1825)                       | Alexander I van Rusland (1777–1825)                       |                                       |                                       | Constantijn Pavlovitsj van Rusland (1779-1831) | Constantijn Pavlovitsj van Rusland (1779-1831) | Constantijn Pavlovitsj van Rusland (1779-1831) | Constantijn Pavlovitsj van Rusland (1779-1831) | Constantijn Pavlovitsj van Rusland (1779-1831) | Constantijn Pavlovitsj van Rusland (1779-1831) |                                                 |                                                 | Maria Pavlovna van Rusland (1786-1859)          | Maria Pavlovna van Rusland (1786-1859)          | Maria Pavlovna van Rusland (1786-1859)          | Maria Pavlovna van Rusland (1786-1859)          | Maria Pavlovna van Rusland (1786-1859)                       | Maria Pavlovna van Rusland (1786-1859)                       |                                                              |                                                              | Catharina Paulowna van Rusland (1788-1819)                   | Catharina Paulowna van Rusland (1788-1819)                   | Catharina Paulowna van Rusland (1788-1819) | Catharina Paulowna van Rusland (1788-1819) | Catharina Paulowna van Rusland (1788-1819)  | Catharina Paulowna van Rusland (1788-1819)  |                                             |                                             | Anna Paulowna van Rusland (1795-1865)         | Anna Paulowna van Rusland (1795-1865)         | Anna Paulowna van Rusland (1795-1865)         | Anna Paulowna van Rusland (1795-1865)         | Anna Paulowna van Rusland (1795-1865)         | Anna Paulowna van Rusland (1795-1865)         |                                                            |                                                            | Nicolaas I van Rusland (1796–1855)                         | Nicolaas I van Rusland (1796–1855)                         | Nicolaas I van Rusland (1796–1855)                         | Nicolaas I van Rusland (1796–1855)                         | Nicolaas I van Rusland (1796–1855)                            | Nicolaas I van Rusland (1796–1855)                            |                                                               |                                                               | 3 zusters en 1 broer                                          | 3 zusters en 1 broer                                          | 3 zusters en 1 broer                    | 3 zusters en 1 broer                    | 3 zusters en 1 broer                    | 3 zusters en 1 broer                    |  |  |  |  |  |  |  |  |  |  |  |  |  |  |  |  |  |  |  |  |  |  |  |  |  |  |  |  |  |  |  |  |  |  |  |  |  |  |  |  |  |  |  |  |  |  |  |  |

- Bibliothèque nationale de France: cb12074051r (data)
- Gemeinsame Normdatei: 118864513
- International Standard Name Identifier: 0000 0001 1024 4920
- Library of Congress Control Number: n82078560
- Nationale Bibliotheek van Tsjechië: jx20061012006
- Nationale Bibliotheek van Israël: 987007263895505171
- Nationale Bibliotheek van Polen: a0000001236946
- Nederlandse Thesaurus van Auteursnamen: 073323683
- LIBRIS: 271158
- Système universitaire de documentation: 029029082
- Virtual International Authority File: 33342829
- WorldCat: E39PBJpDP944Bh4MvRJwf8qmh3